# Gevaert (holding)
Gevaert was een Belgische holding. Ze ontstond in 1981 uit de beeldvormingsgroep Agfa-Gevaert en ging in 2006 op in de KBC Groep.

## Geschiedenis
De geschiedenis van de naamloze vennootschap Gevaert gaat terug tot de oprichting van Gevaert in 1894. In 1964 fuseerde Gevaert met Agfa, de fotodivisie van de Duitse chemiereus Bayer. Door een plotse verzevenvoudiging van de zilverprijs, een essentiële grondstof, kwam Agfa-Gevaert in kapitaalsproblemen. Bayer leverde het nodige kapitaal en werd in 1981 voor 100% eigenaar van Agfa-Gevaert.
Bij de opslorping van Agfa-Gevaert door Bayer veranderde Gevaert Photo-Producten van een industrieel bedrijf in de Gevaert-holding. Onder impuls van André Leysen groeide de holding uit tot een van de belangrijkste financiële groepen in België. Ze had participaties in Aegon, KB Lux, VTB-VAB, VTM en enkele maritieme bedrijven.
In 1988 speelde Gevaert een rol bij de overnameraid van Carlo de Benedetti op de Generale Maatschappij van België. Leysen wierp zich op als de Belgische verankeraar van de Generale Maatschappij, maar het was uiteindelijk het Franse Suez dat de Generale Maatschappij overnam.
De Gevaert-holding werd in 1997 opgesplitst en verdeeld tussen twee andere holdings, Almanij en Cobepa.
In 1998 kocht Gevaert ongeveer 25,7% van de aandelen van Bayer-dochter Agfa-Gevaert terug.
Gevaert verdween van de Euronext Brussel in 2002.
In 2005 werd Almanij door de KBC Bankverzekeringsholding, wat leidde tot de fusiegroep KBC Groep. Die bankgroep stootte de beursgenoteerde aandelen van Gevaert af of verhuisde ze naar de eigen divisies. De durfkapitaalportefeuille van Gevaert werd bij de durfkapitaaltak KBC Investco (later KBC Private Equity) ondergebracht.